# Volta d'Espolsa-sacs
La Volta d'Espolsa-sacs dona pas al carrer homònim entre els edificis del carrer Comtal, 18 i 18 bis de Barcelona i està catalogada com a bé cultural d'interès local.

## Descripció
Té un arc rebaixat als dos extrems, i sobre el del carrer Comtal hi ha pintat el rètol «Relojes Portusach». L'interior és de volta de canó rebaixada amb un esglaó al centre. Un enrajolat explica que el nom prové del fet que, al segle xv, els monjos agustins del veí monestir de Santa Eulàlia del Camp hi espolsaven els seus hàbits, en forma de sac, des de les finestres que donaven al carrer. El primer pis és una continuació de la façana del número 18. Hi ha una finestra amb la llinda decorada amb relleus, palmetes i un petit frontó a la part superior i mènsules als extrems; el parament està arrebossat formant línies horitzontals i està separat per una motllura dels pisos superiors.

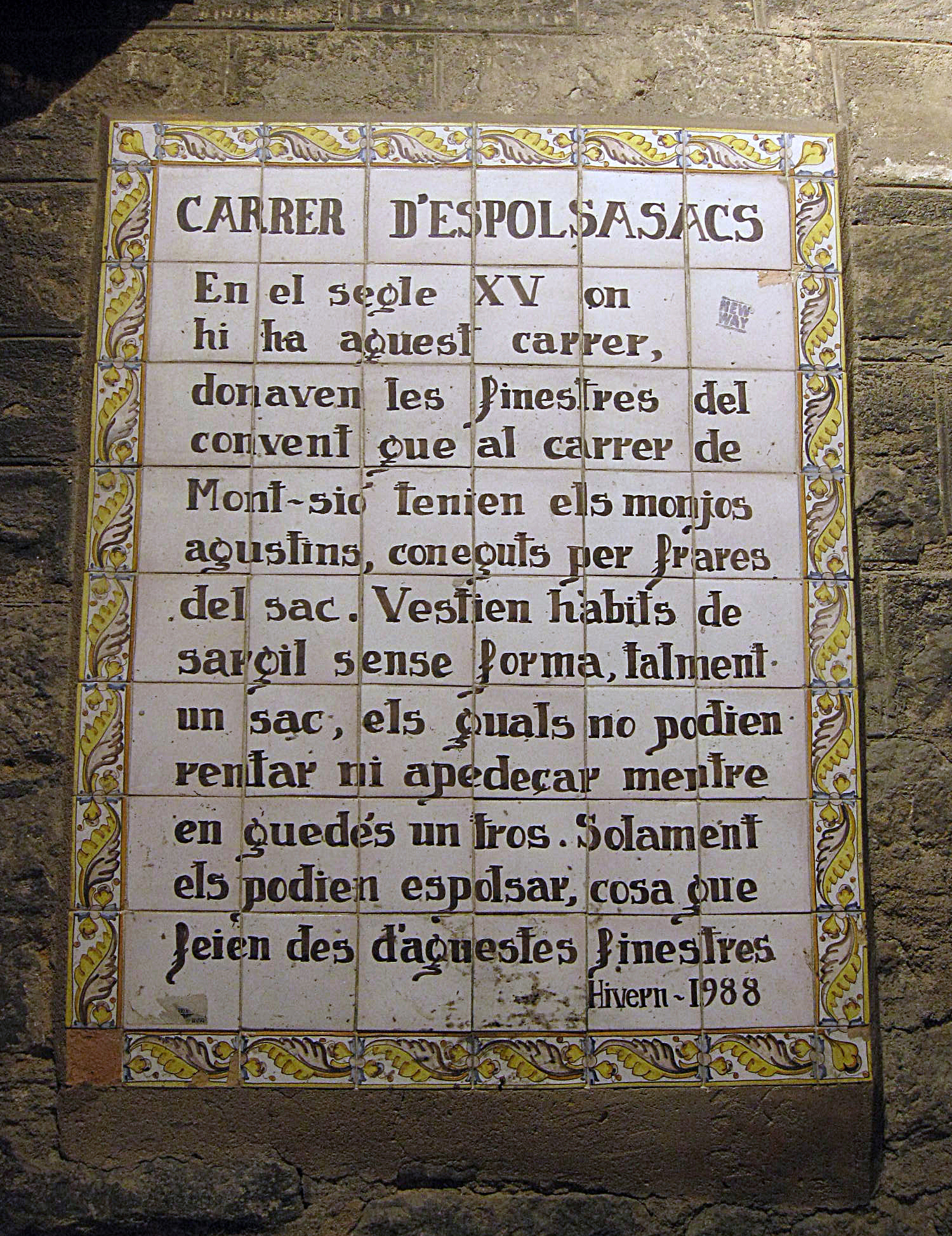
Plafó commemoratiu